# Ósándorfalva
Ósándorfalva (ukránul: Олександрівка [Olekszandrivka], oroszul: Александровка [Alekszandrovka], szlovákul: Šandrova) falu Ukrajnában, a Huszti járásban, Huszt község része.

## Fekvése
Huszttól 20 km-re délkeletre, a Szeklence partján fekszik.

## Története
Ósándorfalva nevét 1455-ben említette először oklevél Sandorfalwa néven.
A falu a 15. század elején a Szeklence-patak felső völgyében a Rosályi Kún család birtokán települt. Később birtokosai zálogba adták a falut, és a 20. századig más magyar nemesek; a Kemény, Réthy, Toldy és Szőlősy családok is birtokhoz jutottak itt. 
A középkorban lakossága magyar volt, azonban lakói később eloroszosodtak. 
A településnek egykor sóbányája volt. A falu közepén sósvizű kút található.
1910-ben 1285 lakosából 4 magyar, 383 német, 897 román volt. Ebből 902 görögkatolikus, 382 izraelita volt. A trianoni békeszerződésig Máramaros vármegye Huszti járásához tartozott.

## Népesség
2200 körüli lakosságú ruszin település.

## Nevezetességek
- Görögkatolikus fatemploma 1753-ban épült.

## Galéria

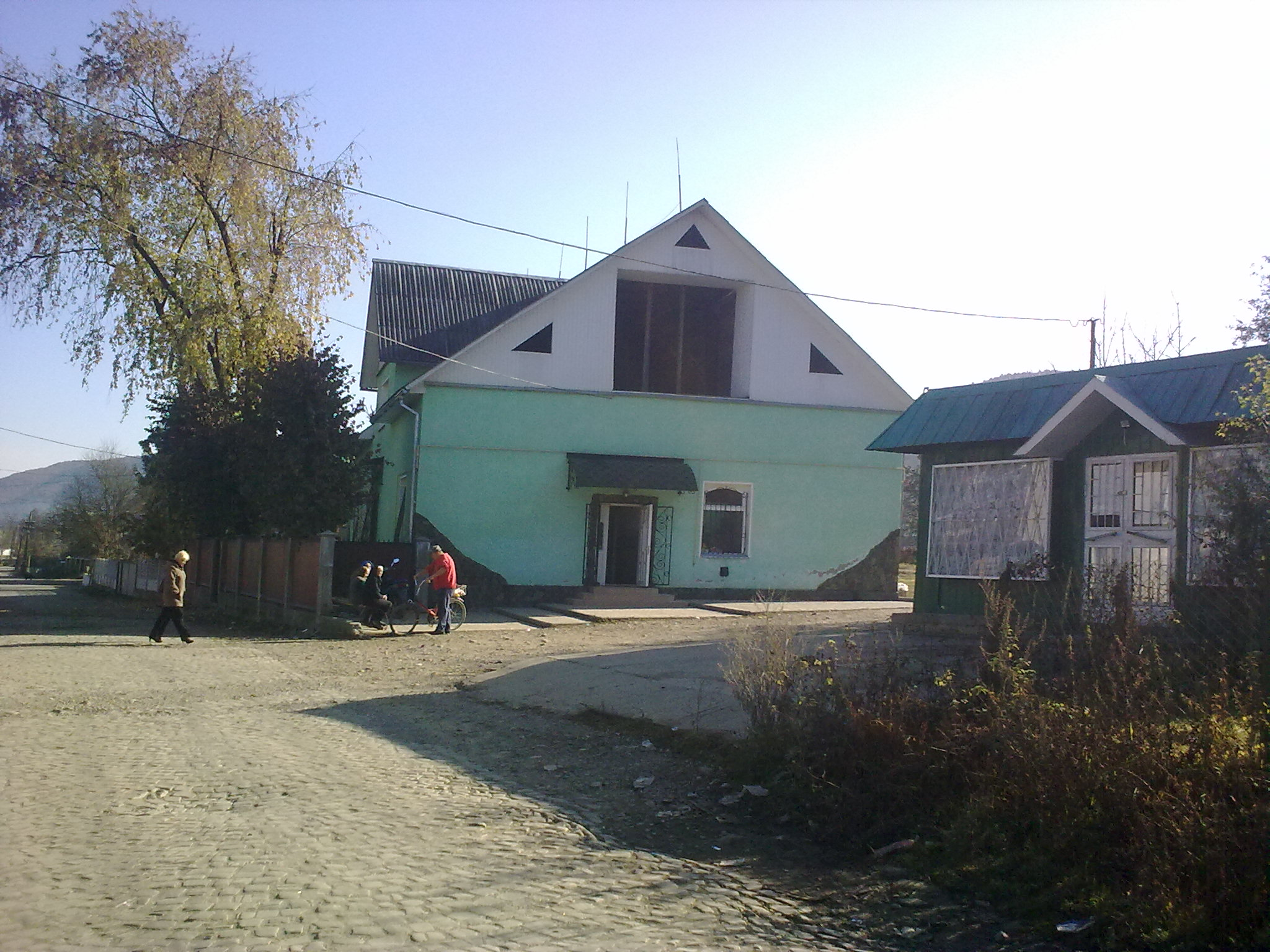
Zsinagóga
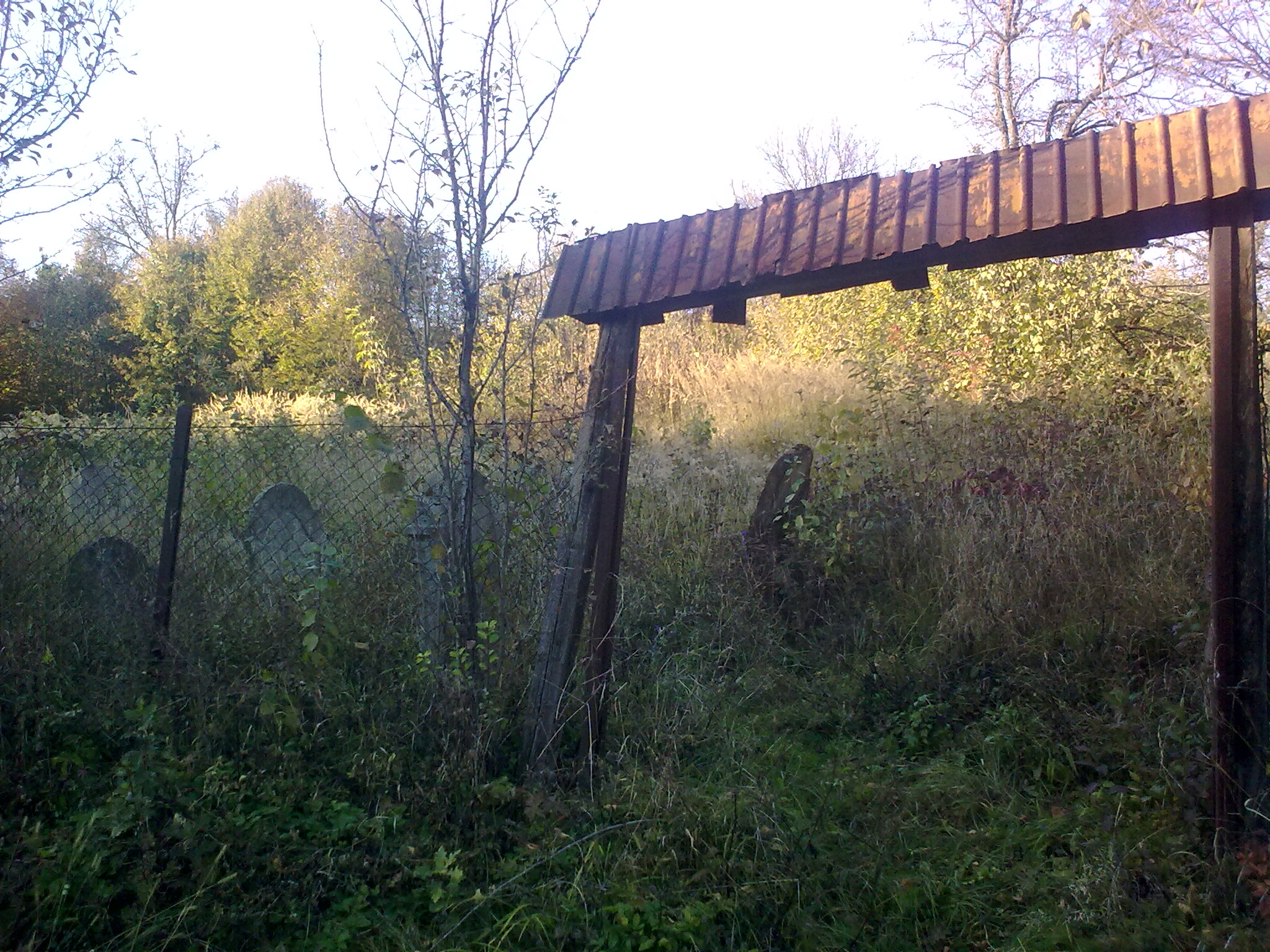
Zsidó temető
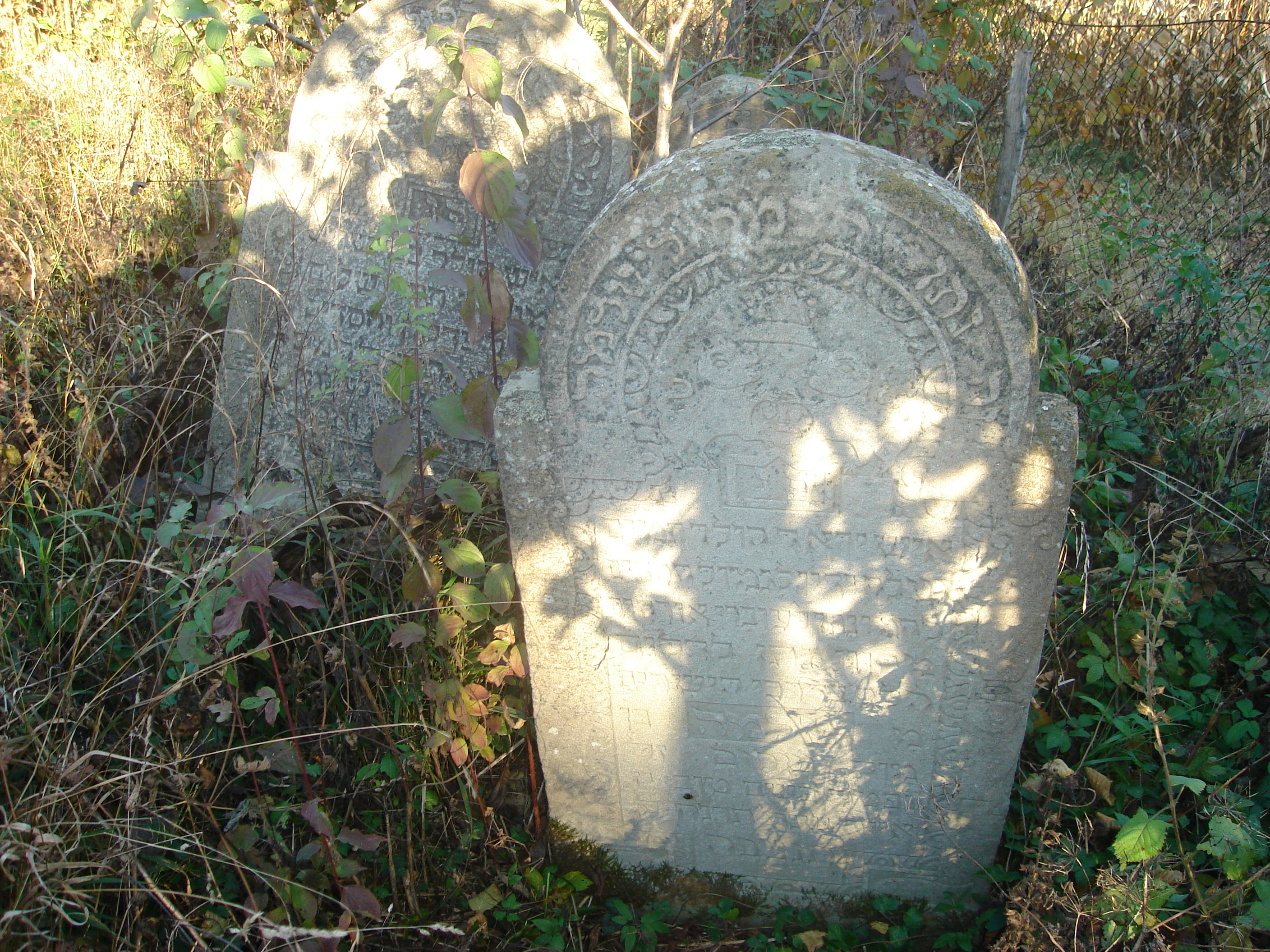
Zsidó temető